# 普馬瓦查納山
14°40′43″S 69°43′48″W / 14.67861°S 69.73000°W
普馬瓦查納山（Puma Wachana），是秘魯的山峰，位於該國東南部普諾大區，由聖安東尼奧德普蒂納省的阿納內阿區負責管轄，屬於阿波洛班巴山脈的一部分，海拔高度5,000米。